# Reuß-Schleiz
Als Reuß-Schleiz wird ein Zweig der jüngeren Linie der Grafen (ab dem 26. August 1673), dann der souveränen Fürsten Reuß (ab dem 9. April 1806) bezeichnet, dessen Stammsitz die Herrschaft Schleiz war. Diese Bezeichnung des Zweiges empfiehlt sich zur besseren Übersichtlichkeit selbst für die Zeit nach der Gründung des Fürstentums Reuß jüngerer Linie 1848, die unter der Regentschaft des Schleizer Zweiges stattfand und mit der ein Wechsel der Residenz nach Gera verbunden war. Die für diese Periode teilweise anzutreffende Bezeichnung der Familie als Reuß-Gera verbietet sich, weil der gleichnamige Zweig der jüngeren Linie bereits 1802 ausgestorben war.

## Die Herrschaft Schleiz
Die im ostthüringischen gelegene Herrschaft wurde mit der Aufteilung der Reußen in jüngere, mittlere und ältere Linie selbständig. Sie fiel der jüngeren Linie anheim. Nachdem sie von 1596 bis 1616 zur mittleren Linie gehört hatte, kam sie danach endgültig zur jüngeren Linie, wo sie beim nach ihr benannten Schleizer Zweig blieb.
Schleiz war bis Mitte des 19. Jahrhunderts Residenz dieses Zweiges der jüngeren Linie. 1848 fielen die Territorien von Reuß-Ebersdorf, die seit 1824 auch die lobensteinischen Gebiete umfassten, an die Schleizer Linie, die, da die Geraer Linie schon 1802 von Schleiz, Lobenstein und Ebersdorf gemeinsam beerbt wurde, nun alle Gebiete der jüngeren Linie in einer Hand hielt und infolgedessen 1848 das Fürstentum Reuß jüngerer Linie gründete. Mit dem Aufstieg Geras zur bedeutenden Industrie- und Handelsstadt im 19. Jahrhundert nahm die Bedeutung von Schleiz mehr und mehr ab, sodass bereits 1848 Gera anstelle von Schleiz Residenz des neu geschaffenen Fürstentums Reuß jüngerer Linie wurde.

## Übersicht der Regenten

### Herren Reuß zu Schleiz
- Heinrich IX. (1647–1666) (* 1616; † 1666)
- Heinrich I. (1666–1673) (* 1639; † 1692), von 1647 bis 1666 Herr Reuß zu Saalburg

### Grafen Reuß zu Schleiz

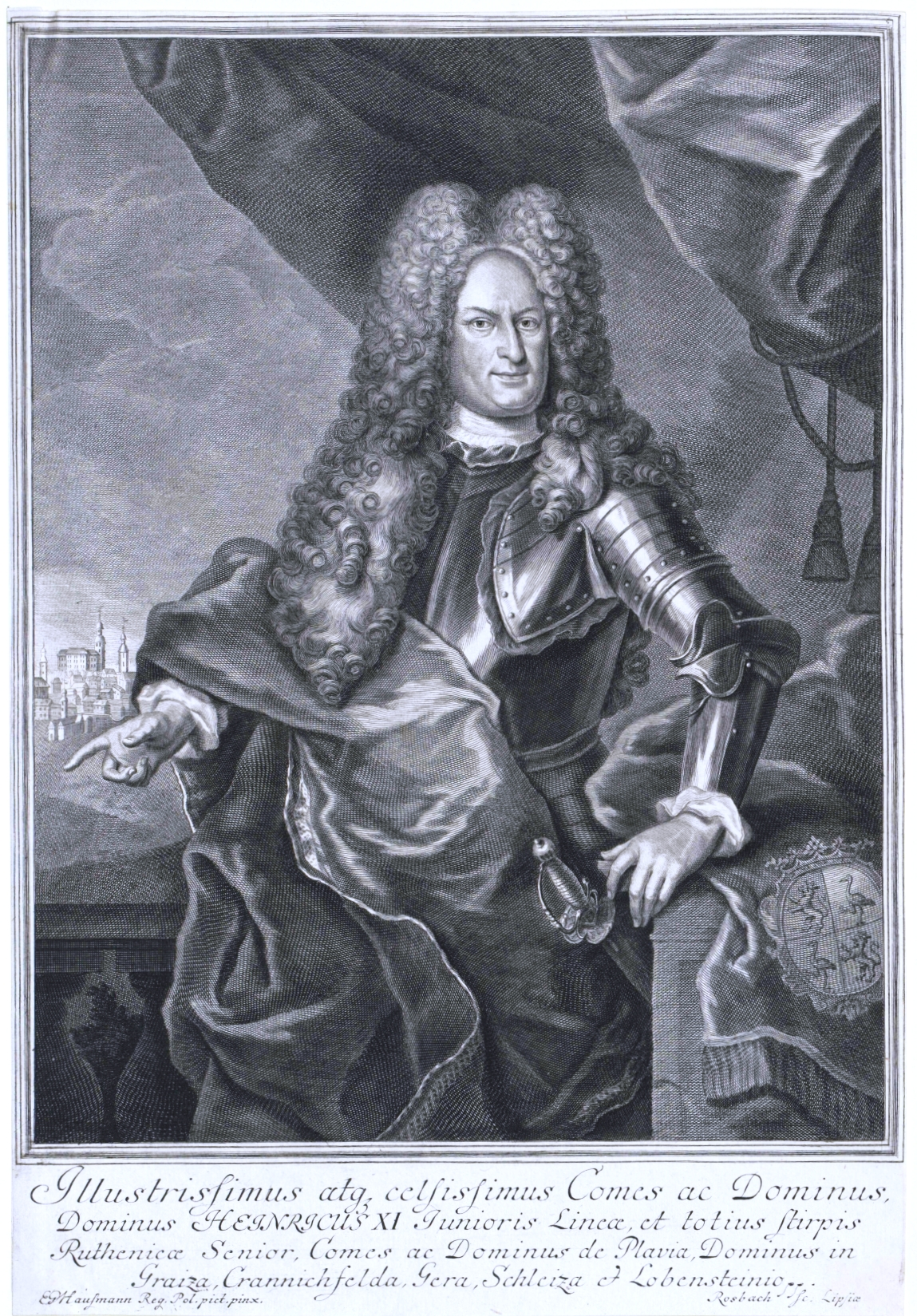
Heinrich XI. (1669–1726), Stich von Johann Friedrich Rosbach, Leipzig, nach Elias Gottlob Haußmann

- Heinrich I. (1673–1692) (* 1639; † 1692)
- Heinrich XI. (1692–1726) (* 1669; † 1726)
- Heinrich I. (1726–1744) (* 1695; † 1744)
- Heinrich XII. (1744–1784) (* 1716; † 1784)
- Heinrich XLII. (1784–1806) (* 1752; † 1818)

### Fürsten Reuß zu Schleiz
- Heinrich XLII. (1806–1818) (* 1752; † 1818)
- Heinrich LXII. (1818–1848) (* 1785; † 1854), seit 1848 Fürst Reuß jüngerer Linie

## Weitere Personen
- Emilie Agnes Reuß zu Schleiz (1667–1729), Gräfin von Promnitz auf Sorau und Triebel, Herzogin von Sachsen-Weißenfels-Dahme, Inhaber der Herrschaft Drehna und von Vetschau